# Yakuza (франшиза)
Јакуза (енгл. Yakuza), на јапанском познатија као Ryū ga Gotoku (јап. 龍が如く, „Као змај”), је јапанска франшиза игара коју је произвела и објавила Сега. Прва игра из серијала је објављена у Јапану 8. децембра 2005, за PlayStation 2. Франшиза има елементе Бит 'ем ап (енгл. Beat 'em up), акционо-авантуристичке игре, и акционе игре улога.
Прича свих делова франшизе је углавном крими драма, инспирисана животима јакуза из јакуза филмова. Протагноста који се највише појављује у серијалу је Казума Кирју, гангстер повезан са Тођо кланом из Кантоа. Иако Кирју углавном сарађује са вођама клана како би решио завере које се воде против њих, главна тема која се провлачи кроз франшизу је његова жеља да напусти јакузу и покуша да се прилагоди животу цивила. Гејмплеј Јакузе је контролисање лика из трећег лица, који се креће отвореним светом, где може да улази у уличне борбе са гангстерима и деликвентима, ради мисије у свету како би добио новац или искуство, учи нове потезе за борбу од NPCs (енг. non-playable characters), једе и пије у ресторанима, посећује клубове и кладионице у виду мини-гејмова.
Франшиза је доживела позитивне критике и добила комерцијални успех, и 2021. је Сега објавила да је продато преко 17 милиона физичких и дигиталних примерака од 2005. године. Успех на домаћем јапанском тржишту је допринео ширењу на остале медије, укључујући филмске адаптације.

## Гејмплеј
Све Јакуза игре имају елементе борилачких, авантуристичких, аркадних игара и игара улога. Игра се из трећег лица у отвореном свету, где главни лик може да наиђе на насумичне борбе на улици, на NPCs (енг. non-playable characters) који могу дати лику мисије у виду краћих прича, као и мини-игре које могу бити једноставне попут куглања, пикада и аркадних игрица, и комплексне у виду професија, од којих су неке менаџер клуба или агент за некретнине.

## Главни серијал
Одвијање приче је инспирисано јапанским јакуза филмовима, што је један од најпопуларнијих жанрова у Јапану. Приче прве две игре прављене су под надзором јапанског писца криминалистичких романа Хасеа Сеишуа. Главна прича сваке игре подељена је на поглавља.
- Јакуза

Прва игра прати причу Казуме Кирјуа, бившег обећавајућег јакузе који је изашао из затвора после десетогодиње казне како би заштитио свог побратима, Акиру Нишикијаму. Открива да је Тођо клану украдено милијарду јена (око 7 милиона Евра), и да је убијен један од битнијих чланова клана, што је имало за последицу нереде у оквиру клана. Кирју се силом враћа окрутном животу јакуза, док не упозна мистеријозну девојку. Ако успе да је заштити, доћи ће и до откривања тајне несталог новца, и коначно до сусрета са човеком због кога је све жртвовао.
- Јакуза 2

Годину дана након што је повратио ред у оквиру Тођо клана, Казума Кирју се повлачи са позиције Четвртог преседавајућег, и лично бира старог сарадника да дође на место Петог преседавајућег. У окршају између кланова где је пети преседавајући убијен, Кирју је приморан да се суочи са амбициозним јакузом ривалског клана, Оми Алијансе, која објавлјује рат Тођо клану.
- Јакуза 3

Марта 2009, Казума Кирју води сиротиште у Окинави, где се стара о деветоро деце, укључујући његову сурогат ћерку, Харуку Савамура. Када пословни планови Тођо клана постану претња да се сиротиште затвори, Кирју путује из Окинаве у најмрачнији део Токиа, где се враћа животу који је мислио да је оставио иза себе, и улази у конфликте са гангстерима и страном мафијом, као и човеком из Тођо клана спремним да промени цео клан онако како њему одговара.
- Јакуза 4

Марта 2010, Казума Кирју се поново налази у ситуацијама изван његове контроле. Јакуза из синдиката у алијанси са Тођо кланом је убијен од стране неког члана из клана. Затим је човек који је истраживао убиство избоден до смрти. Ови догађаји изазивају борбу за новац, моћ и част, у причи коју посматрамо из перспективе четири лика, укључујући утеривача дугова доброг срца, бившег јакузе који тражи одговоре, и полицијског детектива који не игра по правилима.
- Јакуза 5

Децембра 2012, Седми преседавајући Оми алијансе је на свом самртном постољу. Његова смрт биће крај помиренја између Тођо клана и Оми алијансе, што отвара врата за нове конфликте. Очекујући ово, Тођо клан је приморан да ојача организацију тако што стају на страну старих кланова у осталим већим градовима Јапана како би направили нови велики синдикат који ће моћи да буде на истом нивоу са Оми алијансом. Кирју који сада ради као таксиста се са оклевањем враћа својој старој организацији, одлучан да једном засвагда реши старе конфликте међу клановима.
- Јакуза 0

Децембра 1988, много година пре оригиналне Јакузе, младом Казуми Кирјуу је подметнуто убиство цивила, због чега губи своје место у Тођо клану. У исто време, менаџер кабареа и бивши јакуза, Горо Мађима долази у ситуацију где штити беспомоћну слепу девојку коју му је наређено да убије, што га чини метом због непоштовања наређења. Обојица морају да нађу начин да преживе и открију тајну како су оба инцидента повезана са мистеријозном „Празном парцелом”.
- Јакуза 6

2016. након што својом вољом проведе три године у затвору због претходних злочина, Казума Кирју је пуштен али открива да је његова усвојена ћерка Харука нестала, и касније нађена у коми са озбиљним повредама. Кирју одлучује да путује за Хирошиму у наду да ће открити истину шта се десило Харуки док је штитила своје одојче.
- Јакуза: Као змај

У 2019. Ичибан Касуга, бивши члан Аракава породице Тођо клана пуштен је након осамнаест година у затвору за убиство које није починио. Наупрот очекивању да ће бити примљен назад, он сазнаје да је претходни отац клана направио договор са Оми алијансом и полицијом како би уништио Тођо клан. Рањен и остављен да умре од стране човека ког је поштовао као другог оца, како би открио истину иза издаје оца клана, Касуга се придружује групи са медицинском сестром бескућницом, обешчашћеним полицајцем и хостесом, и постаје херој за све изопћенике Јокохаме.

## Игре у франшизи
Јакуза серијал има 8 главних игрица које су излазиле хронолошким редом, изузетак је Јакуза 0 чије је дешавање пре прве игрице.
| Оригинално издање | Оригинално издање                            | Интернационално издање | Интернационално издање                            |
| ----------------- | -------------------------------------------- | ---------------------- | ------------------------------------------------- |
| Година            | Назив                                        | Година                 | Назив                                             |
| 2005              | Ryū ga Gotoku                                | 2006                   | Yakuza                                            |
| 2006              | Ryū ga Gotoku 2                              | 2008                   | Yakuza 2                                          |
| 2008              | Ryū ga Gotoku Kenzan!                        |                        |                                                   |
| 2009              | Ryū ga Gotoku 3                              | 2010                   | Yakuza 3                                          |
| 2010              | Ryū ga Gotoku 4: Densetsu o Tsugimono        | 2011                   | Yakuza 4                                          |
| 2010              | Kurohyō: Ryuu ga Gotoku Shinshō              |                        |                                                   |
| 2011              | Ryū ga Gotoku OF THE END                     | 2012                   | Yakuza: Dead Souls                                |
| 2012              | Kurohyō 2: Ryuu ga Gotoku Ashura-hen         |                        |                                                   |
| 2012              | Ryū ga Gotoku 5: Yume Kanaeshi Mono          | 2015                   | Yakuza 5                                          |
| 2014              | Ryū ga Gotoku Ishin!                         |                        |                                                   |
| 2015              | Ryū ga Gotoku 0: Chikai no Basho             | 2017                   | Yakuza 0                                          |
| 2016              | Ryū ga Gotoku Kiwami                         | 2017                   | Yakuza Kiwami                                     |
| 2016              | Ryū ga Gotoku 6: Inochi no Uta               | 2018                   | Yakuza 6                                          |
| 2017              | Ryū ga Gotoku Kiwami 2                       | 2018                   | Yakuza Kiwami 2                                   |
| 2018              | Hokuto ga Gotoku                             | 2018                   | Fist of the North Star: Lost Paradise             |
| 2018              | Ryū ga Gotoku Online                         |                        |                                                   |
| 2018              | Judge Eyes: Shinigami no Yuigon              | 2019                   | Judgement                                         |
| 2020              | Ryū ga Gotoku 7: Hikari to Yami no Yukue     | 2020                   | Yakuza: Like a Dragon                             |
| 2021              | Lost Judgement: Sabakarezaru Kioku           | 2021                   | Lost Judgement                                    |
| 2023              | Ryū ga Gotoku: Ishin! Kiwami                 | 2023                   | Like a Dragon: Ishin!                             |
| 2023              | Ryū ga Gotoku 7 Gaiden - Na wo Keshita Otoko | 2023                   | Like a Dragon Gaiden: The Man Who Erased His Name |
| 2024              | Ryū ga Gotoku 8                              | 2024                   | Like a Dragon: Infinite Wealth                    |
| 2025              | Ryū Ga Gotoku 8 Gaiden - Pairētsu in Hawai   | 2025                   | Like a Dragon: Pirate Yakuza in Hawaii            |